# Abbaye de Coupar Angus
L’abbaye de Coupar Angus est une ancienne abbaye cistercienne située dans le village  éponyme, non loin de Dundee en Écosse. Elle est fondée en 1154 grâce à un don de Malcolm IV ; au Moyen Âge, elle devient très prospère durant jusqu'au milieu du XIVe siècle, au point d'être le plus important établissement cistercien d'Écosse.
À partir de 1350 environ, elle commence à décliner durant deux siècles environ. En 1562, elle passe sous le régime de la commende et elle est définitivement dissoute en 1606.
Par la suite, la plus grande partie des bâtiments est détruite, et il ne reste plus que d'infimes restes de l'abbaye dans le cimetière du village. En revanche, si les restes architecturaux sont très modestes, de nombreux documents traitant de l'abbaye ont survécu.

## Localisation et toponymie
L'abbaye est située dans la vallée de Strathmore (en) où coule l'Isla. Elle est localisée plus précisément à la sortie sud-est du village de Coupar Angus, sur la A923 (Dundee Road), à l'emplacement de l'actuel cimetière.
Le nom de Coupar dériverait possiblement du gaélique Cul-Bharr, signifiant « revers de la crête ». D'autres hypothèses en font une variation du mot gaélique et gallois cvmmer, signifiant « confluent » et indiquant ainsi l'emplacement de la fondation au droit de la jonction entre l'Isla et l’Ericht.

## Histoire

### L'hypothétique camp romain
L'historiographie traditionnelle affirme qu'un camp romain antique aurait été localisé sur le site de l'abbaye. Les spécialistes récents hésitent sur l'attribution des objets retrouvés lors des fouilles, soit aux premiers temps de l'abbaye, soit à un camp romain du type de celui de Stracathro.

### Fondation

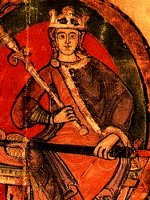
Malcolm IV, le premier bienfaiteur de l'abbaye de Coupar Angus.

Entre 1154 et 1162, sur les conseils de son oncle Waltheof, abbé de Melrose, le roi d'Écosse Malcolm IV donne aux cisterciens des terres à Coupar Angus afin de fonder une abbaye cistercienne. La fourchette imprécise semble provenir du délai entre la volonté exprimée par Waltheof et Malcolm, assez précoce, et la réalisation, du fait d'impondérables que la chronique ancienne ne précise pas. Même une fois la décision prise, l'arrivée des moines est progressive : les premiers moines sont présents dès 1161 ou 1162, voire dès 1159 mais l'abbaye ne compte sa première communauté complète que le 12 juillet 1164. Les premiers dons consistants de terres sont plus tardifs, vers les années 1173 à 1178. La consécration de l'église est bien plus tardive, le 15 mai 1233 ; mais les historiens s’accordent à penser que l'église était déjà utilisé pour la liturgie bien avant cette date,.
Il semble que l'abbaye ait dès ses débuts été largement dotée, car on y retrouve au Moyen Âge des bâtiments moins usuels dans les abbayes, notamment une écurie, une brasserie, un four à pain et une forge. Le site semble avoir été occupé avant l'arrivée des moines, comme l'indique l'acte de donation qui se réfère au « Royal manor of Coupar in Gowrie », mais aucune donnée archéologique ne vient appuyer cette présence attestée d'une communauté agraire antérieure aux Cisterciens,.
Coupar Angus est le chronologiquement le cinquième établissement cistercien écossais et probablement le plus prospère.

### Période de prospérité jusqu'au milieu duXIVesiècle

#### Propriétés et acquisitions

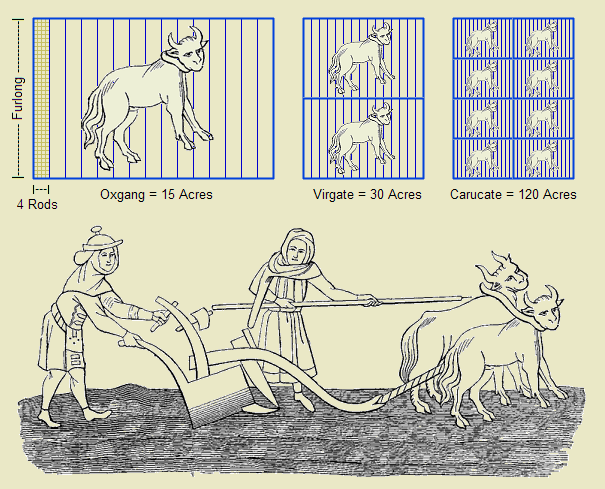
Schéma médiéval (en anglais) présentant les unités de mesure des terres de labour : furlong, perche (en), oxgang, virgate, acre et (en).

Les premières chartes de Malcolm IV se contentent d'affirmer la propriété des moines sur leurs terres de fondation, ainsi que leur donner un droit de coupe dans les forêts royales proches, mais ne donnent guère de détails. En revanche, les chartes établies par Guillaume le Lion sont assez explicites et mentionnent des coordonnées et des surfaces (exprimées en charruées (en)). La charte de Malcolm mentionne aussi des granges, Balbrogie, Tullyfergus et Drimmie ; mais les historiens du XXIe siècle estiment que ces donations ne correspondent qu'à une déclaration d'intention, pas à une possession effective, encore moins à des bâtiments ni à une structure agraire déjà mise en place. Deux autres lieux sont également mentionnés, Coupargrange et Keithick, qui vu leur proximité de Coupar Angus ont dû être organisés bien plus tôt, dès les années 1220.
En 1164, l'abbaye est déjà considérée comme bien établie ; l'église n'est consacrée que le 15 mai 1233 par Gilbert (en), évêque de Dunkeld, mais les sources attestent de son utilisation liturgique dès 1186. Les extensions territoriales de l'abbaye à cette période montrent une politique prudente de consolidation progressive des acquis fonciers.
Certaines acquisitions, à l'inverse, semblent d'un point de vue géographique ne pas tomber sous le sens ; il faut alors probablement chercher dans la politique monastique un intérêt particulier, soit pour des conditions locales avantageuses, soit pour un produit particulier. Ainsi, les possessions lointaines de Logie Pert ou de Stinking Haven permettaient à l'abbaye de bénéficier d'un droit de pêche. Ce dernier était essentiel car la règle de saint Benoît interdisait aux cisterciens la consommation de viande durant un bon tiers de l'année ; l'approvisionnement en poisson constituait donc un apport très apprécié ; les moines de Coupar Angus semblent s'être fournis autant en poissons d'eau douce qu'en poissons de mer. Dans un premier temps, c'est seulement par la pêche qu'ils sont fournis en poisson ; puis la pisciculture a été développée, surtout pour les poissons d'eau douce dans des étangs aménagés à cet effet. Preuve de leur importance, les étangs piscicoles n'étaient pas confiés à des laïcs extérieurs, mais directement sous le contrôle des convers. De même, les pêcheries qui à la fin du Moyen Âge étaient juridiquement en-dehors du contrôle direct de l'abbaye, étaient pour la plupart de fait en lien étroit avec elle, Coupar Angus allant jusqu'à fournir le bateau et surveillant de près l'état des filets. Une grande partie des procès de l'abbaye, aux XVe et XVIe siècles, sont le reflet des conflits concernant les zones de pêche, entre Coupar Angus et certains seigneurs.
L'abbaye se voit offrir également des espaces de « forêts » et de « bois » ; à l'époque médiévale, ces termes (forests et woods) ne recouvrent pas les mêmes réalités, un espace défini comme « forêt » n'étant pas nécessairement boisé. Quoi qu'il en soit, ces espaces ont trois fonctions pour l'abbaye : un lieu de pâture, très secondairement un lieu de chasse, mais en premier lieu une réserve de bois et de charbon. La plupart des forêts que l'abbaye possédait ou qu'elle avait le droit d'occuper temporairement, étaient situées à l'ouest ou au sud de Coupar Angus. Une attention toute particulière était portée aux pièces de charpente de l'abbaye, qui étaient renouvelées très fréquemment, l'ensemble de la charpente étant remis à neuf tous les sept ans. Ainsi, une gestion durable des forêts était nécessaire. Les moines nomment précocement un maître forestier dans ce but ; mais au XVe siècle, la crise écossaise du bois atteint un tel niveau que les propriétaires de massifs forestiers les font parfois clôturer d'un mur. Les forêts sont également soumises à des réglementations de chasse, mais les documents médiévaux et postérieurs suggèrent que ces chasses ont un but utilitaire plutôt que récréatif : les visées de ces activités visent en priorité à éliminer les animaux considérés comme « nuisibles », et en particulier les renards et les loups.

#### Activités économiques et revenus

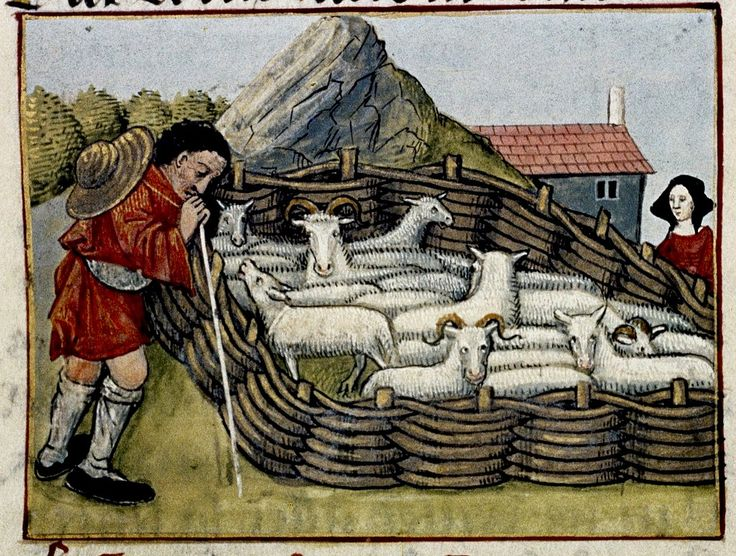
Élevage de moutons au Moyen Âge.

Bien dotée, l'abbaye met en culture les terres environnantes et les enrichit considérablement. Sa bonne gestion des terres accroît les donations et les revenus, de sorte qu'au XIVe siècle elle est à la tête d'un domaine considérable de huit mille acres environ, soit environ trente-deux kilomètres carrés. À l'instar de la plupart des établissements cisterciens britanniques, Coupar Angus se spécialise dans l'élevage ovin et la vente de laine de mouton vers l'Europe continentale. La première preuve de l'implication de Coupar Angus dans le commerce lainier date du 11 avril 1225, mais le commerce est très certainement antérieur. À son apogée, l'abbaye s'est constitué un troupeau de plus de sept mille bêtes. Selon certains historiens, les exportations vers le continent étaient peut-être gérées conjointement avec celles de l'abbaye de Melrose et par cette dernière, dans le port de Berwick. Cependant, les études récentes tendent à montrer que les flux passaient plutôt par le port de Peth et étaient gérés en régie directe,,.
Les possessions de l'abbaye sont dispersées sur une distance de deux cents milles, et s'étagent du niveau de la mer jusqu'à l'altitude de neuf cents mètres environ dans les Cairngorms. La laine est à la fois vendue brute et sous forme de pièces tissées à Kincreich.
L'historiographie affirme traditionnellement que la mise en valeur des terres était le fait, chez les cisterciens, des convers. Le recrutement de ces derniers étant notoirement moins facile dans les îles Britanniques que sur le continent, il est de plus en plus admis, comme semblent le suggérer les chartes de Coupar Angus, que les exploitants de nombreux établissements dépendants de l'abbaye étaient leurs premiers occupants, devenus fermiers du monastère mais poursuivant leur travail antérieur sur les mêmes terres, pour le compte de l'abbaye.
La mise en valeur des terres passe également par leur amélioration, et en particulier l'assainissement de zones marécageuses. Les toponymes des lieux donnés aux moines sont souvent explicites : « kerse » désigne le lit majeur inondable d’un cours d'eau, « Watterybutts » désigne un monticule en zone inondable et « Bogmiln » une tourbière. Si les moines sont à l'initiative du drainage et de la desserte de ces zones, ils sont loin d'être les seuls acteurs de ce chantier, mené en parallèle par la communauté monastique et les laïcs. De surcroît, seule une petite partie de la région est traitée ; le reste du travail est mené des siècles plus tard.
Le revenu potentiel le plus élevé était celui produit par les moulins. Aussi les propriétaires, même pieux et décidés à favoriser l'abbaye, avaient-ils beaucoup de mal à s'en défaire. Ainsi, dans le cas du moulin de Kincreich, situé près de Forfar, il s'écoule près d'un siècle entre la donation et la prise de contrôle effective du moulin par les moines, le donateur et nombre de ses héritiers ayant bloqué le processus. Plus encore que le moulin lui-même, c'est l'aménagement du site qui était primordial, assurant une ressource hydraulique importante et régulière par le jeu des vannes et adductions d'eau. Ainsi les chartes de donations sont-elles extrêmement détaillées sur les droits et devoirs des propriétaires et des occupants en matière d'aménagement des cours d'eau ; les cisterciens vont jusqu'à échanger des terres contre une meilleure assurance d'une sécurité de l'approvisionnement en eau.
Les produits des moulins excédaient largement les besoins de l'abbaye, et les surplus étaient vendus sur les marchés environnants. Les moulins de Coupar ne constituaient pas un monopole, d'autres installations indépendantes coexistant avec celles des moines. Toutefois, ces derniers étaient jaloux de leurs prérogatives, surtout à la toute fin du Moyen Âge. En 1478-1479, un procès est intenté par Coupar Angus au constructeur d'un moulin risquant de priver les moines, non seulement d'une partir de leurs débouchés, mais aussi de leur ressource en eau. À la même date, l'abbé de Coupar tente d'obliger les paysans à n'apporter le grain qu'au moulin dont ils dépendent. Les exportations de Coupar Angus comprennent, outre la laine et la farine, les produits de la pêche et de la tannerie.
Les moulins sont aussi pour l'abbaye au fondement d'un développement pré-industriel, mis en place à Coupar Angus dès le milieu du XIIIe siècle. Logiquement, les premières applications industrielles auxquelles les moines appliquent des solutions mécaniques concernent le traitement de la laine, et en particulier le foulage. Un foulon est installé à Kincreich au milieu du XIIIe siècle ; la grange attenante est probablement consacrée à la production de drap. Ensuite, la force hydraulique est utilisée pour le brassage de la bière. Enfin, la force hydraulique est utilisée dans le travail du métal : une forge comprenant une ferronnerie est ainsi installée par les cisterciens à Linthrathen vers 1254. Cependant les témoignages sont peu nombreux, et cette forge n'est ensuite plus mentionnée avant le XVe siècle.

#### Organisation territoriale
Les granges monastiques ont longtemps été considérées par les historiographes comme de simples greniers à blé. En réalité, la fonction des granges dépendait beaucoup du type d'agriculture pratiqué dans la région. Les abbayes écossaises, par exemple, étaient des importatrices nettes de céréales, et en particulier de blé ; les céréales, coûteuses, n'étaient donc que peu présentes dans les granges, qui étaient principalement dévolues au travail et au stockage de la laine. Coupar Angus en était un producteur important, avec un minimum de trente sacs annuels ; cette estimation de trente sacs effectuée par un marchand italien, Francesco Balducci Pegolotti, au début du XIVe siècle, est considérée comme sous-estimée par les historiens récents ; se fondant sur ces nombres, ces derniers estiment la taille du troupeau de Coupar Angus entre 7 500 et 12 000 têtes vers 1300. Toutefois, ce nombre était proche de 17 000 en 1390 et proche de vingt mille en 1420,.
Certaines activités artisanales, et en particulier le tannage des peaux, étaient également pratiquées dans les granges. En 1290, Hugh de Eure, seigneur de Kettins, met à disposition de la communauté monastique de Coupar Angus la source Bradewell ainsi qu'une adduction permettant d'en apporter l'eau jusqu'au cœur de l'enceinte monastique. Ce complément en eau n'avait pas été nécessaire jusqu'alors ; les historiens récents envisagent que c'est principalement pour développer cette activité de tannage que ce complément hydraulique est apporté.
La grange de Keithick, très proche de l'abbaye proprement dite, assurait la fonction particulière de maison d'accueil et de réserve directe du monastère. La mise en valeur des terres y était beaucoup plus intensive, et les interactions avec les religieux beaucoup plus fréquentes ; ainsi, les cultivateurs de Keithick disposaient prioritairement des cendres de la boulangerie, de la brasserie et du four pour amender leurs cultures. Par ailleurs, une garenne à lapins est progressivement aménagée à Keithick, les lapins étant principalement élevés pour leur viande et leur fourrure, qui était exportée.
En 1305, l'abbaye écossaise semble avoir subi une attaque anglaise durant la première guerre d'indépendance écossaise ; le 28 février de cette année, l'abbé adresse une pétition au roi Édouard II pour protester contre l'incendie d'une grange et d'autre dommages, et demander réparation.
Les propriétés des moines ne se limitent pas aux compagnes. Dès le XIIIe siècle, Coupar Angus acquiert des maisons à Perth, Dundee ou Berwick. Cette vague d'acquisition, qui culmine au XIVe siècle, n'est pas propre à cette abbaye, mais commun au moins à tout l'ordre cistercien. En même temps que l'esprit pionnier et la ferveur des débuts s'amoindrissent, les communautés cherchent des revenus diversifiés. À Berwick notamment, la fonction des locaux acquis ne pouvaient présenter d'intérêt que locatif, d'où des loyers présentés comme excessifs. En revanche, les locaux de Perth avaient été acquis dans le but de faciliter le commerce de l'abbaye. Dans tous les cas, les loyers de ces biens étaient la plupart du temps payés en nature, cire, cumin ou poivre, de façon à s'affranchir de l'inflation et des fluctuations monétaires, mais aussi pour faciliter l'acquisition de ces biens d'obtention difficile.

### Difficultés à partir de 1330
À partir du règne de David II, le contexte est moins favorable ; les chartes et donations deviennent très rares, les témoignages montrent l'accumulation des mauvaises fortunes. Ces revers sont communs à de nombreux autres monastères britanniques à cette période : guerres d'indépendance de l'Écosse, puis peste noire, et changement du mode d'exploitation de la terre.
Les changements climatiques peuvent en partie expliquer ou du moins aggraver ces difficultés récurrentes, avec notamment le début du petit âge glaciaire dès la fin du XIIIe siècle, qui amène une réduction de la biomasse disponible et donc une crise touchant en particulier les troupeaux ovins des abbayes. À cette période, les différends juridiques entre les moines et leurs voisins directs sont nombreux, faisant état de fréquentes incursions des troupeaux de moutons dans des terres n'appartenant pas à Coupar Angus.
En 1521, l'abbaye compte encore vingt-huit moines.

### Liste des abbés connus de Coupar Angus
- Fulco, de 1164 à 1171[38]
- Ralph, de 1171 à 1189[39]
- Adam, de 1189 à 1194[40]
- Ernald, de 1194 à 1200[41]
- William, de 1200 à 1202[42]
- Udard, de 1202 à 1207[43]
- Richard, de 1207 à 1209[44]
- Alexander, de 1209 à 1240[45]
- Gilbert, de 1240 à 1243[46]
- William, de 1243 à 1258[47]
- William, de 1258 à 1272[48]
- Andrew, de 1272 à 1296[49]
- Alan, de 1296 à 1335[50]
- John, avant 1335 et après 1341[51]
- William, de 1405 à 1420[52]
- William Blair, de 1430 à 1445[53]
- Thomas of Livingstone, de 1447 à 1460[54]
- John Hudton, de 1460 à 1464[55]
- David Bane, de 1464 à 1480[56]
- John Schanwell, de 1480 à 1509[57]
- William Trumble, de 1509 ou 1510 à 1525 ou 1526[58]
- Donald Campbell, de 1526 à 1562[59]
- Leonard Lesley, de 1563 à 1603 ou 1605[59]
- Andrew Lamb, de 1603 à 1606[60]

### Commende et dissolution du monastère
Donald Campbell est le dernier abbé régulier de Coupar Angus, de 1526 à 1562 ; considéré comme un chantre de l'orthodoxie, il est chargé en 1531 par le chapitre général cistercien de couper court aux abus dans les autres maisons écossaises. Par la suite, il semble avoir été attiré par une radicalité plus révolutionnaire, et finit par détruire un certain nombre de symboles catholiques du monastère et par abandonner les ordres.
L'abbaye devient alors, pour un bref laps de temps, commendataire. Leslie Leonard et Andrew Lamb se succèdent à la tête de l'abbaye durant deux mandats de très inégale longueur (1563-1603 et 1603-1606). À cette dernière date, l'abbaye est officiellement dissoute et passe aux mains de James Elphinstone.

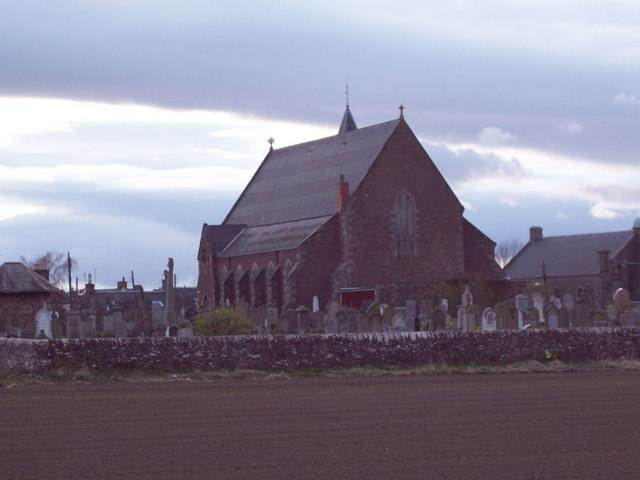
L'église paroissiale de 1859, bâtie sur l'emplacement de l'ancienne abbaye au milieu du cimetière de Coupar Angus.

Elphinstone semble avoir occupé le logis de l'abbé, et est mêlé d'une obscure façon au meurtre de Robert Lindsay, le prêtre desservant de l'église devenue paroissiale. Après sa mort, le domaine tombe peu à peu en déshérence et, n'est plus entretenu. Dès 1622, l'abbaye est considérée comme en ruines, a fortiori en 1680 ; une nouvelle église remplaçant l'abbatiale est bâtie à partir du 7 mai 1686. Cette église ainsi que les bâtiments du bourg environnant, alors en plein développement, sont largement reconstruits en utilisant l'abbaye comme carrière de pierres,.
L’église du XVIIe siècle est largement remaniée en 1780, et totalement remplacée par un nouvel édifice en 1859.

### Historiographie
L'historiographie du monastère est très documentée, grâce notamment à une riche compilation des chartes et titres de l'abbaye réalisée de 1443 à 1538. Le développement du monastère entraîne la formation d'un noyau urbain à proximité de l'abbaye, prémices de l'actuel bourg de Coupar Angus.
Durant des siècles, il a été supposé que les documents en rapport avec l'abbaye de Coupar Angus étaient irrémédiablement perdus. Les pratiques des clubs d'érudits du XIXe siècle consistaient fréquemment à « corriger » (sans conserver mention la mention de l'« erreur » antérieure) les archives anciennes considérées comme fausses. La plus grande partie du corpus concernant Coupar Angus est toutefois retrouvée au début du XXe siècle dans la bibliothèque du comte de Moray au château de Darnaway, ce qui permet d'avoir à partir de cette date des documents de première main, non modifiés.

## Architecture

### État médiéval
L'abbaye est construite dans le grès local, de couleur rouge

### Ruines
L'état du site au XXIe siècle complique fortement les fouilles archéologiques, car les ruines de l'abbaye ont été incluses dans un cimetière, évidemment interdit aux investigations. Des recherches non-intrusives réalisées avec des détecteurs de métaux montrent que des zones de fouilels potentiellement très intéressantes se situent au nord-est, à l'est et au sud-est de l'actuelle église, bâtie à l'exact emplacement de l'ancienne abbatiale. Une butte située à la limite orientale du site (et donc du bourg médiéval) est identifiée soit comme un simple remblai de terrassement, soit comme un mur effondré colonisé ensuite par la végétation ; dans ce dernier cas, ce mur pourrait être contemporain voire antérieur à l'abbaye elle-même.
La porterie (gatehouse) dont un petit morceau est la seule ruine visible de l'abbaye. Les cartes et documents picturaux anciens indiquent une tour fortifiée à chaque angle de l'enceinte monastique. Il est possible que les ruines visibles correspondent à la tour orientale. L'état de conservation des restes de ce bâtiment nécessite des réparations, réalisées par Historic Scotland.
En décembre 1887, le fossoyeur William Spiers, creusant une tombe, découvre à quatre pieds de profondeur un dallage, que les archéologues de l'époque jugent être le pavement originel de l'abbaye. Il s'agit d'un pavement régulier de petit appareil et dont les dalles de couleur rouge sont jointes par un mortier. Placées en quinconce, les dalles présentent une surface supérieure lisse. Ces dalles sont situées hors du périmètre alors estimé de l'abbaye, mais dans l'emprise du cimetière médiéval. Au moins deux dalles funéraires d'une seule pièce sont découvertes, insérées dans ce pavement. Les squelettes qu'elles abritent sont entièrement préservés, mais une des dalles est brisée lors de la découverte.